# ＃コールドゲーム
『#コールドゲーム』は、東海テレビとケイファクトリーの共同制作により、フジテレビ系列の『オトナの土ドラ』枠で2021年6月6日（5日深夜）から7月24日まで放送された日本のテレビドラマ。主演は羽田美智子。
隕石衝突の影響でマイナス45℃、極寒の氷河期に突入した地球を舞台にしたサバイバルストーリー。

## あらすじ
マイナス45℃の氷河期となってしまった地球。天才詐欺師・木村祥子がたどり着いた避難所第七支部（柏木第三小学校）には、逃げ込んだわずかな生存者が何とか暮らしていける設備がある。しかし、この施設は「家族」優先に運営されているため、祥子は家族になりそうな生存者である大輝、陽菜、隆に呼びかけ、寄せ集めの「偽装家族」の母親として過酷な環境の中で生きていく。

## キャスト

### 主要人物
木村祥子（きむら しょうこ）〈44〉
演 - 羽田美智子
前科2犯の天才詐欺師。「偽装家族」木村家の母親。本名は国木田瑠美。
元生活班副班長。元市役所窓口職員ということになっている。
警察に逮捕される際に生き別れてしまった息子・裕翔に会いたいと願っている。
救出の優先順位を上げるため、班長選挙を提案し立候補するが落選し、その後清掃係となる。
決め台詞は「トラスト・ミー」。
木村大輝（きむら だいき）〈22〉
演 - 結木滉星
木村家の長男。大学院生。避難所の女性に人気のイケメン男子。派遣隊のメンバー。
恋人・十和子と十和子の父親を死に追いやった如月へ復讐しようと祥子に如月を呼び出させる。
だが、祥子の妨害で失敗し、再度狙われることを恐れた如月が小橋に大輝を今夜中に殺すよう指示を出す。
大輝は懲罰室に入れられていたが、如月の企みを耳にした黒崎に逃がされ、祥子に代わり裕翔の捜索に外へ出る。
木村陽菜（きむら ひな）〈17〉
演 - 久間田琳加
木村家の長女。本名は長嶋陽菜で椿の孫。IQ135の頭脳明晰な高校2年生。クールで常に一歩引いている天才肌。
「4年2組」の反乱の時に人質にされてしまうが、喘息発作を起こしたため祥子が人質を交代する。
由依に水をかけ外に放り出して殺しかけたため、懲罰室に入れられるが、大輝と祥子に助けられる。
その時に大輝からかけてもらった言葉で、少しずつ笑顔が出てきて、「生きてみたいな」と思い始める。
政府による第一次救出者に選出される。
木村隆（きむら たかし）〈50〉
演 - やす（ずん）
木村家の父親。人が良すぎて無害な男。元会社員。食生係。
自分の血液型をO型なのにB型と思い違いしたため、申告した血液型と異なり偽装家族が発覚するところだった。
だが、藤岡の操作などで表沙汰にならなかったため、一旦は事なきを得たが、後に班長になった黒崎に全て知られてしまう。
そのことで黒崎に脅されているが、なぜか副班長になっている。実は海洋研究所の客員研究員。
政府による第一次救出者に選出される。
如月雄一郎（きさらぎ ゆういちろう）〈50〉
演 - 中村俊介
避難所第七支部を取り仕切る支部長。元国会議員。祥子とは過去に関わりがある。
ストックしていた酒や煙草などの物資を黒崎に渡して住民への賄賂用にさせ、班長選挙に大差で当選させる。
政府に救援されるのは、新しい世界で役立つ技術者と子供8名だけと知り、黒崎に邪魔者がいなくなればなどと言う。
再度狙われることを恐れて大輝を殺そうとするが、祥子と協力していた黒崎により懲罰室に入れられる。

### 避難所第七支部

#### 福山家
福山良子〈45〉
演 - 椿鬼奴
家族3人で避難してきた女性。元郵便局職員。元生活班班長。
班長選挙に立候補するが落選し、祥子と二人で清掃係となる。祥子のことを姉さんと呼び始める。
福山良夫〈49〉
演 - 山口森広
福山良子の夫。元リサイクルショップ経営。食生係として、主に隆・前田と3人で行動している。
競技大会・一芸一能ではオペラの歌声を披露し、高評価だったが4位に終わり、優勝した木村家から牛肉をお裾分けしてもらう。
福山悟〈16〉
演 - 長島令玖
長男。高校1年生。政府による第一次救出者に選出される。

#### 前田家
前田信二〈48〉
演 - 脇知弘
元食品加工会社工場長。食生係。
長年、子供ができなかったため、卓を養子縁組していることを卓に知られたくないために献血を拒み続けていた。
だが、偽装家族であると疑われだしたため、渋々妻・典子と共に献血をした。検査結果は操作されたため、偽装家族の疑いも晴れた。
前田典子〈47〉
演 - 枝元萌
前田信二の妻。裁縫係。夫・信二と共に献血を拒み続けていた。
前田卓〈16〉
演 - 奥悠輔
息子。高校1年生。陽菜のことが気になっている。両親から養子縁組のことを聞かされていない。
献血の時に分かるはずの血液型も祥子が藤岡に頼み込んで操作したため、実の親子と思っている。

#### 平井家
平井翔太
演 - 兒玉宣勝
家族対抗障害物競走中に祥子にビー玉を撒かれて転倒し、捻挫してしまう。
高熱を出し生死の境をさまようが、注射ができない藤岡の代わりに祥子が解熱剤の注射をしたため助かっている。
平井加奈
演 - 鈴樹志保
平井翔太の妻。
高熱を出した夫を必死に看病する。

#### 竹村家
竹村由依
演 - 近藤里沙
高校2年生。家族対抗障害物競走中に平均台でふらついているところを大輝に助けてもらう。
陽菜にバカにされたことに腹が立ち、トイレに入った陽菜にバケツの水をかけようとしたが、バケツを奪われ逆に水をかけられる。
そして、陽菜の目を見てるとぞっとするなどと言ったため、怒った陽菜に避難所の外に放り出される。
政府による第一次救出者に選出される。

#### 単身者
小橋政幸
演 - 和田琢磨
避難所の支部長秘書。
実は町会議員の秘書だったが、衆議院議員如月雄一郎の第一秘書だということにしてもらっている。
黒崎の策略で大輝を逃がしたことにされ、懲罰室に入れられる。
長嶋椿
演 - 銀粉蝶
避難所の御意見番的存在で、避難所の人たちからはお菓子をお裾分けしてもらうなど、大事にされている。
20年前、スナック「香椿」で暴力団に夫が襲撃され、夫の持っていた拳銃で暴力団組員を射殺してしまう。
その後刑務所で服役しており、祥子とはその時同室だった。黒崎が椿のことを脱獄犯と言ったため、小橋に問い詰められる。
しかし、如月が高齢者で足も不自由な方なので、そのままでいいと言ったため不問になる。
陽菜を殺人犯の孫ということにさせないため、祥子に陽菜を娘にしてほしいと頼んでいる。
佐藤洋介
演 - 山崎画大
配膳係。元ラーメン屋。「4年2組」の反乱に参加したため、他の参加者とともに電力供給の仕事をさせられている。
競技大会では、円周率を記憶しようとしていた。また、その時に隆が披露していたフラフープの実力を絶賛する。
藤岡達也
演 - 阪田マサノブ
保健室の温かいベッドで寝たいがために経歴を偽り、内科医師を自称していた。
「電気工事屋のタツ」と呼ばれる優れた技術者で、故障した発電機を修理し、避難所の人たちを凍死の危機から救った。
そのことで、留吉に正体を見破られ、虚偽申告で追放になりかけるが、祥子の説得で不問となる。
政府による第一次救出者に選出される。
黒崎謙吾
演 - 篠原篤
元刑事（警部補）。元清掃員ということになっていた。虚偽申告は不問となっている。選挙に当選し生活班班長となる。
如月から極秘にと渡された支部の自己申告書で知った情報を悪用し、偽装家族をネタに隆を脅しにかかる。
小橋を追い落とし、避難所№2の座に着き、如月の味方を装っていたが、裏では祥子と協力して如月の犯罪の証拠をつかもうとしていた。
最上留吉
演 - 浅見小四郎
元大工。木村家の教室の窓にできたひびを修理してくれる。
藤岡が発電機を修理する姿を見て、彼の正体が「電気工事屋のタツ」であることを見抜く。
高野耕一
演 - 瀧澤翼（円神）
通信係。元大学生、工学部。地球に隕石が衝突する前は男子校に通っていたため、大学では彼女を作りたいと思っていた。
政府の救助隊からの通信に気が付く。政府による第一次救出者に選出される。
織原渉
演 - 広田亮平
通信係。元大学生、生理学部。
政府の救助隊との交信に成功する。
谷口直樹
演 - 青柳弘太
元自衛官。派遣隊のリーダー。
中村
演 - 島野道春
森
演 - 續木淳平

猪本悟、青木敏郎、安岡
演 - 吉田朗、織田光、児玉武
警備員。

### その他
山田正三
演 - 福田転球
サバイバル男。とある山小屋に住んでいる。遭難して倒れ込んだところを派遣隊に救助され、避難所に連れてこられる。
風間裕翔（かざま ゆうと）
演 - 川口和空（幼少期：森優理斗）
祥子の生き別れた息子。小学4年生。風間夫妻に養子縁組される。正三の山小屋（風間家の別荘）にいた。
捜索に来た大輝に派遣され、避難所に連れ帰られる。政府による第一次救出者に選出される。

### ゲスト

#### 第1話
刑務官
演 - 剛州（第4話）
祥子の脱獄を見逃し、コートを渡した。
須賀晋三
演 - 玉置孝匡
元不動産会社社長。一人者の権利を主張して、野中とともに「4年2組」の反乱を起こし、追放される。
野中浩平
演 - 伊藤俊輔
元サラリーマン。「4年2組」の反乱の首謀者の一人。須賀とともに追放される。
派遣隊員
演 - 小多田直樹
遠征から帰還してリーダーに状況報告をする。
派遣隊員
演 - 梶原颯
ひどい凍傷にかかって帰還する。処置が早かったので大事には至らなかった。
生活班に相談する女性
演 - よしのよしこ
缶詰めではない牛や豚の肉が食べたいと祥子に相談するが、「どこに牛や豚がいるんです？」とすぐに断られてしまう。
生活班に相談する女性
演 - 羽野敦子
所持しているドラマは飽きたから別のドラマが観たいと相談すると、祥子から別のドラマを保存している避難者に貸してもらうよう手配すると言ってもらう。
良子からは『冬のソナタ』のような韓流ドラマを勧められる。
避難所を脱出する女性
演 - 川島美衣
「もう耐えられない」と言って吹雪の中、避難所から外に出て行ってしまう。その後の消息は不明。
避難民
演 - 久下友紀奈（第4話）

#### 第2話
日下
演 - 桜木優衣（第5話）
高校2年生。竹村由依らと大輝がバスケットボールをするのを応援する。
陽菜に反感を持っている。避難所から放り出された由依を助ける。
金子琉奈
演 - 金子琉奈（第5話、最終話）
高校2年生。

#### 第3話
野口美樹
演 - 小井塚希美子（第5話、第6話、第8話）
看護師。隣の棟から献血業務の応援に来てくれる。政府による第一次救出者に選出される。
陽菜の母
演 - 玄覺悠子
隕石が落下した直後、一緒に逃げようとしていた陽菜を睨みつけ、妹・ゆうかだけを連れて避難してしまう。
陽菜に「あなたのその目を見てるとぞっとするの」などと言い放つ。
ゆうか
演 - 有香（第5話、第6話）
陽菜の妹。
避難所の住人
演 - 井まみ（第5話）、永井延枝（第7話）
長嶋椿の夫
演 - 三溝浩二
椿のスナックに逃げ込むが、暴力団に刺される。
暴力団の組員
演 - 小手山雅
椿の夫を刺すが、椿に射殺されてしまう。

#### 第4話
風間裕子
演 - 阿南敦子（第7話、最終話）
裕翔の養母。避難所に連れ帰られた裕翔と再会する。
祥子が救出隊の隊長を子供には母親が必要だと説得し、政府による第一次救出者となる。
裕子の夫
演 - 岡雅史
裕翔の義父。裕翔との養子縁組を強く希望している。
弁護士
演 - 阿南健治
裕翔は祥子が育てるよりも養子縁組させた方が幸せになれると言って祥子を憤慨させる。
十和子
演 - 傳谷英里香（第5話、第6話）
大輝の恋人。もともと心臓が悪く、父の死にショックを受け、倒れ込んでそのまま亡くなってしまう。
十和子の父
演 - 平子悟（第5話、第6話）
「だまされた。すまない」とメモを残し亡くなる。
十和子の母
演 - 宗清万里子（第5話、第6話）
祥子を逮捕した刑事
演 - 村手龍太
避難所の住民
演 - 武藤豊、加倉恵子（第7話）、早川勇平、品川さちえ、松澤葉子、橋本よし枝、後藤夕紀子

#### 第6話
避難所の住民
演 - 元松あかね、赤崎貴子、矢沢亮作（最終話）

#### 第7話
避難所の住民
演 - 小島法子 、嘉数佳子、三浦則子、相澤優介

#### 最終話
政府の救出隊隊長
演 - 天野ひろゆき
救出ヘリで第一次救出者8名を救出する任務を帯びて、避難所第七支部に隊員2名とやって来た。
避難所の住民
演 - 三島由起子、藤家壱春

## スタッフ
- 原作・脚本 - 小松江里子
- 音楽 - 中村巴奈重、斎木達彦
- 主題歌 - ファーストサマーウイカ「帰り花のオリオン」（Virgin Music）
作詞・作曲・編曲：粗品[31]
- 挿入歌 - 神はサイコロを振らない「徒夢の中で」（Virgin Music）[32]
- 企画 - 市野直親（東海テレビ）
- プロデューサー - 松崎智宏（東海テレビ）、宮川晶（ケイファクトリー）
- 演出 - 千葉行利（ケイファクトリー）、後藤庸介
- 制作 - 東海テレビ、ケイファクトリー

## 放送日程
| 話数   | 放送日  | サブタイトル                     | ラテ欄                                                                         | 演出     |
| ------ | ------- | -------------------------------- | ------------------------------------------------------------------------------ | -------- |
| 第1話  | 6月06日 | 極寒サバイブ! -45℃の避難民       | 絶対生きる! 衝撃の氷河期サバイバル開幕 いきなり反逆・暴動でパニック            | 千葉行利 |
| 第2話  | 6月12日 | 絶体絶命寒冷地獄!? 嘘つきは誰だ  | 絶体絶命!? 寒冷地獄氷づけの避難所を救え 偽装の代償…嘘つきは誰だ                | 千葉行利 |
| 第3話  | 6月19日 | もうひとつの”偽装家族”?          | 親の愛に嘘はない? 氷河を生き延びる覚悟を決めた親子の情と嘘が結ぶ愛             | 後藤庸介 |
| 第4話  | 6月26日 | めざせ新リーダー! 白熱バトル     | めざせ!! 新リーダー生きる希望に一直線!? チャーミングバトルでお隣さんに負けない | 後藤庸介 |
| 第5話  | 7月03日 | これが生まれた時からのあたしなの | 偽装兄妹が大ピンチ 父親までが怪しい動き 偽母の真心を信じる? 生きる希望が欲しい | 千葉行利 |
| 第6話  | 7月10日 | 待ってて、助けに行くから         | 次々訪れる新展開! 決意の救出にいざ出発 必ず生きて戻ってくるウソから出た実の愛  | 後藤庸介 |
| 第7話  | 7月17日 | 母と子の約束。絶対に見捨てない!  | 絶対に見捨てない! 偽装家族が愛の団結!? 息子を探す2人の母親希望と復讐の人助け   | 千葉行利 |
| 最終話 | 7月24日 | なんでもいいから生きてやる       | 最高の“偽装”家族大逆転! 幸せな裏切り 2人の母の希望の結末氷河期                 | 千葉行利 |

- 第1話はU-24男子日本代表国際親善試合日本対ガーナのため、30分繰り下げ（0:10 - 1:05、日曜になってからの放送）。